# العلاقات بين أيرلندا وحلف الناتو
تتمتع أيرلندا ومنظمة حلف شمال الأطلسي (الناتو) بعلاقة رسمية منذ عام 1999، وذلك عندما انضمت أيرلندا كعضو في برنامج الناتو للشراكة من أجل السلام، ووقعت على مجلس الشراكة الأوروبية الأطلسية التابع للناتو. لم تسع أيرلندا حتى الآن للانضمام كعضو كامل في الناتو بسبب سياستها التقليدية المتمثلة في الحياد العسكري.

## التاريخ الحديث للعلاقات بين أيرلندا والناتو
كانت أيرلندا على استعداد في عام 1949 للتفاوض بشأن اتفاقية دفاع ثنائية مع الولايات المتحدة؛ ولكنها عارضت الانضمام إلى حلف الناتو حتى حُلَّت مسألة أيرلندا الشمالية مع المملكة المتحدة. بدأت العلاقات الرسمية بين الناتو وأيرلندا في عام 1999، وذلك عندما أصبحت أيرلندا من الدول الموقعة على برنامج الناتو للشراكة من أجل السلام ومجلس الشراكة الأوروبية الأطلسية التابع للحلف. تعاون الناتو وأيرلندا منذ ذلك الحين بنشاط في قضايا حفظ السلام، والمسائل الإنسانية، والإنقاذ، وإدارة الأزمات، وطورا تعاونًا عمليًا في المجالات العسكرية الأخرى ذات المصالح المشتركة التي يُتفق عليها بشكل مشترك كل عامين؛ وذلك ضمن إطار برنامج الشراكة الفردية وبرنامج الشراكة والتعاون الفرديين. يتمحور التعاون الأيرلندي مع الناتو حول سياسة الحياد التاريخية للبلاد في النزاعات المسلحة؛ والتي تسمح للجيش الأيرلندي بالانتشار في مهام حفظ السلام والمهام الإنسانية حيث يوجد تفويض من الأمم المتحدة (قرار مجلس الأمن التابع للأمم المتحدة أو قرار الجمعية العامة للأمم المتحدة)، ويخضع لموافقة مجلس الوزراء ودويل أيرن (البرلمان الأيرلندي). يُعرف هذا بسياسة «القفل الثلاثي» في أيرلندا.
تشارك أيرلندا في عملية التخطيط والمراجعة للشراكة من أجل السلام، والتي تهدف إلى زيادة التوافق التشغيلي للقوات المسلحة الأيرلندية مع الدول الأخرى الأعضاء في الناتو، وجعلها تتماشى مع المعايير العسكرية الدولية المقبولة من أجل الانتشار الناجح مع القوات الاحترافية الأخرى في عمليات السلام في الخارج.
تدعم أيرلندا قوة كوسوفو الحالية بقيادة الناتو منذ عام 1999، وقدمت عددًا محدودًا من القوات لقوات المساعدة الدولية لإرساء الأمن في أفغانستان بقيادة الناتو (إيساف) (2001-2014)، وفُرِضت عقوبات عليهم بموجب قرارات مجلس الأمن التابع للأمم المتحدة. طور كبار الضباط في سلاح الذخائر بالجيش الأيرلندي برنامج إيساف لمكافحة العبوات الناسفة في أفغانستان بشكل كبير. نشرت أيرلندا، في عام 1997 قبل أن تقيم علاقة رسمية مع الحلف، عدد من الأفراد لدعم عملية حفظ السلام التي يقودها الناتو في البوسنة والهرسك؛ حيث شكلت الكثير من قواتها جزءًا من سرية للشرطة العسكرية الدولية تعمل بشكل أساسي في سراييفو.

### انضمام أيرلندا المحتمل إلى الناتو
لم تتقدم أيرلندا رسميًا حتى الآن للانضمام كعضو كامل في الناتو بسبب سياستها طويلة الأمد للحياد العسكري.
يواصل الرأي العام في أيرلندا تفضيل سياسة عدم الانحياز في النزاعات المسلحة؛ ولا يوجد حاليًا أي منظمة سياسية رئيسية تدعم الانضمام الكامل إلى حلف الناتو كخط سياسي. كان هناك، وما يزال، بعض السياسيين الذين يدعمون انضمام أيرلندا إلى حلف الناتو بشكل فردي أو جماعي، فعلى سبيل المثال وليس الحصر، حزب فاين جايل الوسطي اليميني (أقر جناح الشباب بحزب فاين جايل للشباب في عام 2013 اقتراحًا لدعوة الحكومة الأيرلندية لبدء محادثات الانضمام مع الناتو). كان من الواضح على نطاق واسع وجوب إجراء استفتاء عام قبل تغيير أي شيء متعلق بالحياد أو الانضمام إلى الناتو.
قال الأمين العام السابق لحلف الناتو أندرس فوغ راسموسن خلال زيارة إلى دبلن في عام 2013 إن «الباب مفتوح» أمام أيرلندا للانضمام إلى الناتو في أي وقت؛ وقال إن هذا البلد سيكون «مرحب به بشكل كبير» ويُنظر إليه بالفعل على أنه «شريك مهم».
وقعت الحكومتان البريطانية والأيرلندية في يناير عام 2015 أول اتفاقية دفاع مشترك بينهما؛ وهي مذكرة تفاهم تاريخية لتعميق التعاون الدفاعي في المستقبل.
يُعد الجيش الأيرلندي عضوًا في مجموعات القتال التابعة للاتحاد الأوروبي، كجزء من سياسة الأمن والدفاع المشتركة للاتحاد الأوروبي، والذي تُعد غالبية الدول الأعضاء فيه أعضاء في الناتو أيضًا.